# 比尔根山

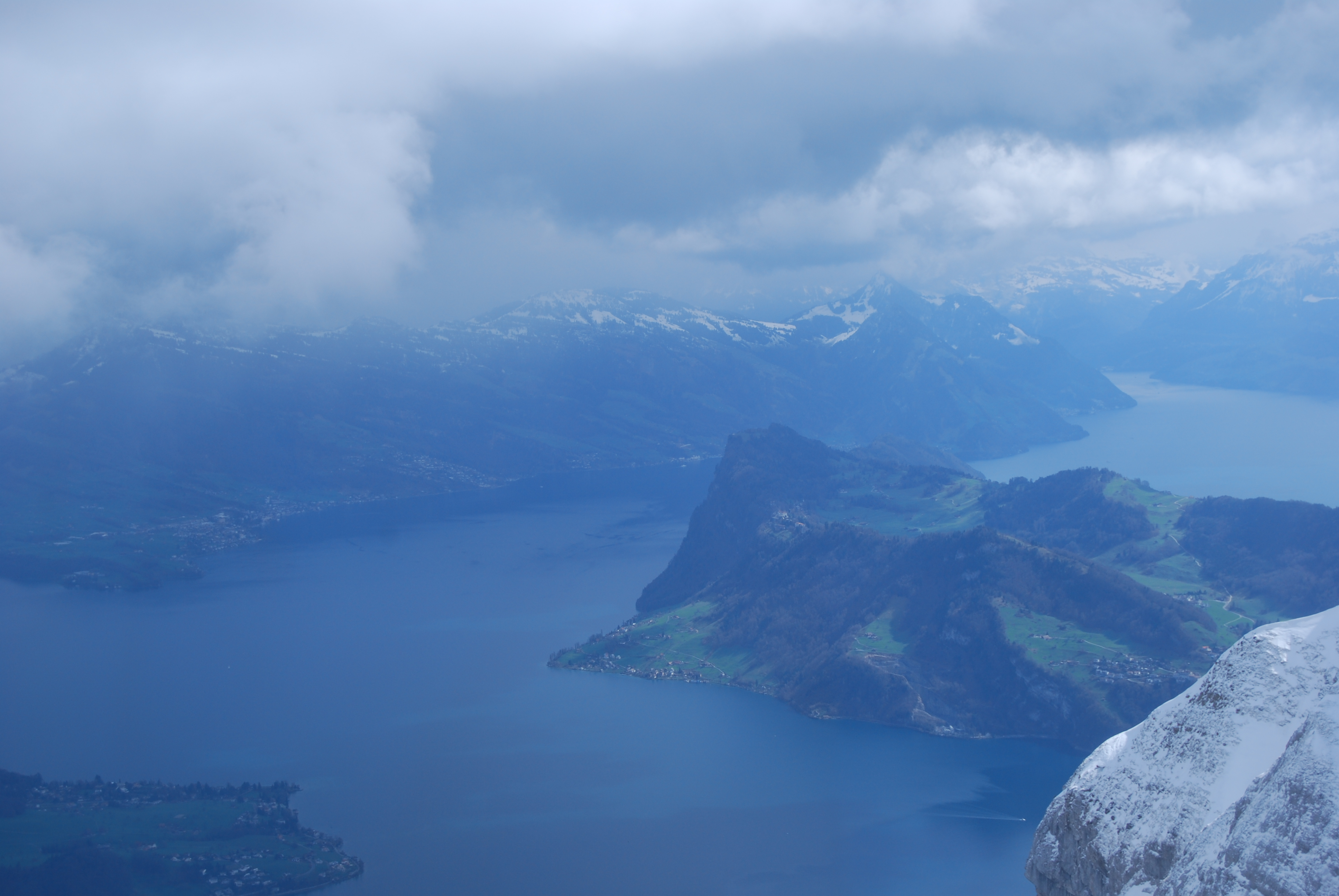
从皮拉图斯峰看比尔根山半岛

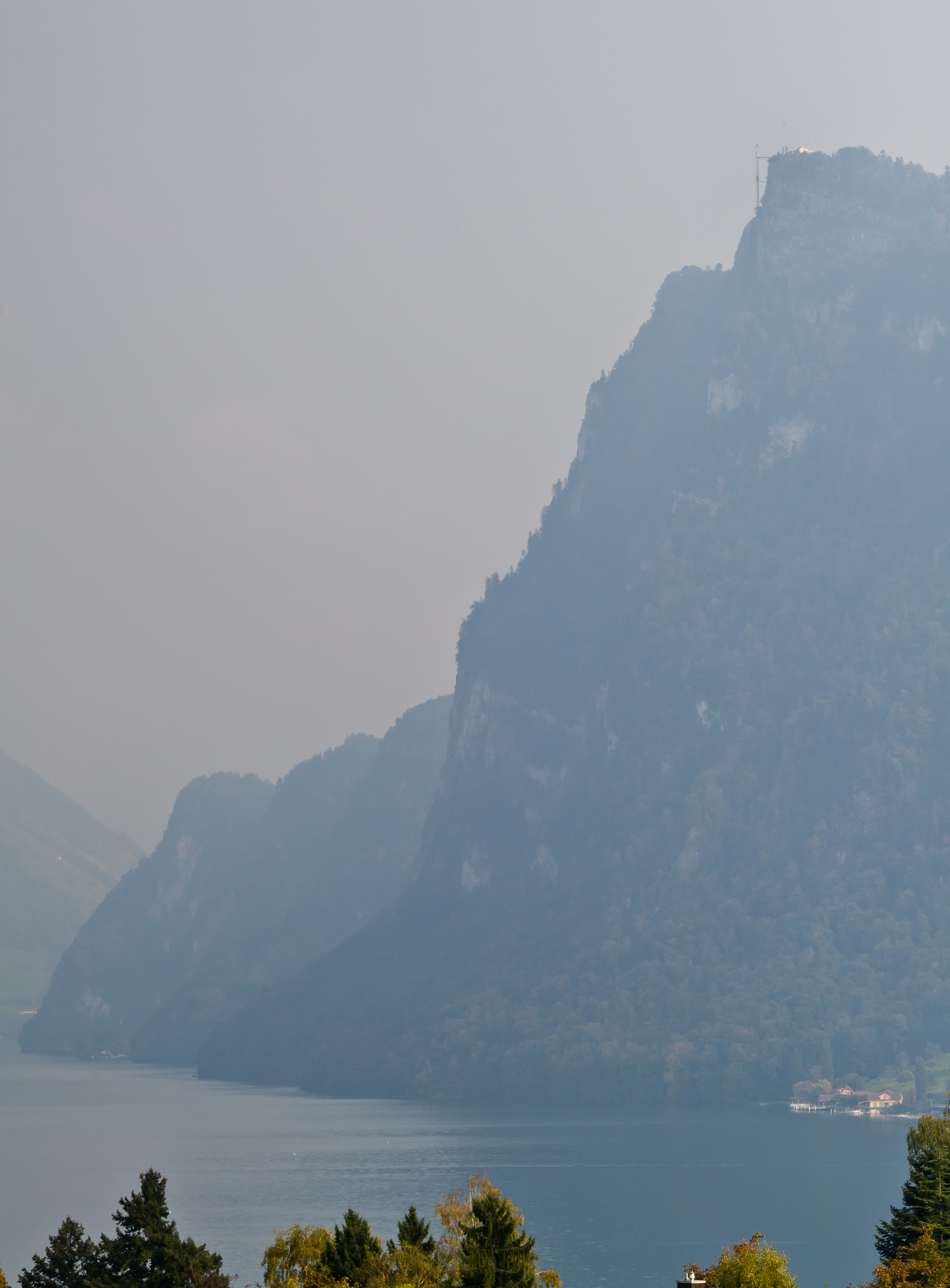
比尔根山北侧的悬崖

比尔根山（德語：Bürgenstock，德語發音：[ˈbʏʁɡn̩ʃtɔk]）是瑞士中部的一座山峰（海拔1,127.8米，相对高度683米），位于卢塞恩湖中的比尔根山半岛。比尔根山也是山上一个著名的观光小镇，海拔874米。
从山顶的观景台可以看到卢塞恩湖及周围群山的绝美风光。
比尔根山是瑞士的热门旅游目的地。
前往比尔根山小镇可以从卢塞恩湖湖畔码头经由比尔根山铁路到达，再从小镇前往比尔根山山顶可乘坐著名的哈默特施万德观光电梯。
许多著名演员和艺术家选择在比尔根山半岛度假，包括查理·卓别林、谢尔盖·瓦西里耶维奇·拉赫玛尼诺夫、乔治·西默农、雪莉·麦克雷恩和尤尔·伯连纳。1954年，奥黛丽·赫本和梅爾·法利爾在比尔根山教堂结婚。奥黛丽·赫本和索非娅·罗兰都在比尔根山拥有私人别墅。康拉德·阿登纳、吉米·卡特、亨利·基辛格、科菲·安南和果尔达·梅厄等许多政治家，以及来自企业界的知名人士，也选择来到比尔根山度假。